# Bühlau/Weißer Hirsch
Bühlau/Weißer Hirsch mit Rochwitz und Loschwitz-Nordost ist ein statistischer Stadtteil im Dresdner Stadtbezirk Loschwitz. Er liegt östlich des Stadtzentrums auf der Neustädter Elbseite.

## Lage
Der statistische Stadtteil Bühlau/Weißer Hirsch ist im Norden von der Dresdner Heide, im Osten von Weißig, im Südosten von Gönnsdorf/Pappritz und im Südwesten und Westen von Loschwitz/Wachwitz umgeben.
Die Grenzen des Stadtteils werden durch den Rand der Dresdner Heide, die bis 1999 gültige Stadtaußengrenze und die Dresdner Elbhänge etwa auf der Linie Kuckuckssteig-Ulrichstraße-Weinleite-Mordgrundbrücke gebildet. Bühlau/Weißer Hirsch liegt somit vollständig außerhalb des Elbtalkessels im Übergangsbereich zum Schönfelder Hochland und zum Radeberger Land.

## Gliederung
Zum statistischen Stadtteil gehören die Gemarkungen beziehungsweise Stadtteile Bühlau, Weißer Hirsch und Rochwitz sowie der nordöstliche Teil der Gemarkung Loschwitz und der Stadtteil Quohren, der zur Gemarkung Bühlau gehört. Er gliedert sich in folgende neun statistische Bezirke:
- 421 Weißer Hirsch
- 422 Loschwitz-Nordost (Rißweg)
- 423 Loschwitz-Nordost (Am Weißen Adler)
- 424 Bühlau (Neubühlauer Str.)
- 425 Bühlau (Neukircher Str.)
- 426 Bühlau (Ullersdorfer Str.)
- 427 Alt-Bühlau/Quohren
- 428 Rochwitz
- 429 Neu-Rochwitz

## Verkehr
Wichtigste Straßen des Stadtteils sind die Bautzner Landstraße, auf der die Bundesstraße 6 sowie die Straßenbahnlinie 11 verlaufen, die zum Blauen Wunder führende Grundstraße (Staatsstraße 167) und die Ullersdorfer Landstraße nach Radeberg (Staatsstraße 181). In Bühlau/Weißer Hirsch verkehren außerdem mehrere Stadtbus- und Überlandbuslinien. Insgesamt weist der statistische Stadtteil 12 Straßenbahn- und 30 Bushaltestellen auf. Im Westen des Stadtteilgebiets befindet sich außerdem die Bergstation der nach Loschwitz führenden Standseilbahn.